# Taylors Welt der Tiere
Taylors Welt der Tiere ist eine französische Animationsserie, welche am 2. September 2024 erstmals auf KiKa ausgestrahlt wurde.

## Handlung
In dieser animierten Serie lebt die achtjährige Taylor mit ihren Eltern in einer Tierauffangstation für bedrohte Wildtiere.
Ihre Mutter Sonja ist Zoologin, ihr Vater Hector Tierarzt.
Taylor hat eine besondere Gabe: Sie versteht die Sprache der Tiere und kommuniziert mit ihnen über Laute und Körpersprache.
Gemeinsam mit ihrem besten Freund Tommy erlebt sie spannende Abenteuer und lernt dabei viel über Artenvielfalt und Naturschutz.

## Episodenliste
| Deutscher Titel                        | Originaler Titel                     | Erstausstrahlungsdatum (DE) |
| -------------------------------------- | ------------------------------------ | --------------------------- |
| Bitte Lächeln                          | La photo parfaite                    | 2. September 2024           |
| Babou, der freche Dieb                 | Sur la piste du nasique              | 2. September 2024           |
| Pearls Beute                           | La proie de Perle                    | 3. September 2024           |
| Ungeheuerlich                          | Le chépakoa                          | 3. September 2024           |
| Ein Freund im Rucksack                 | Tommy, papa wallaby                  | 4. September 2024           |
| Ein neuer Freund                       | Un nouvel ami                        | 4. September 2024           |
| Mission Pfeifhase                      | Un pika en cavale                    | 5. September 2024           |
| Jojo auf der Flucht                    | Mission panda                        | 5. September 2024           |
| Der allerbeste Geburtstag aller Zeiten | Un anniversaire très spécial         | 6. September 2024           |
| Ein Fläschchen für Lucy                | Le biberon de la chauve-souris       | 6. September 2024           |
| Ein Quälgeist zu Besuch                | Un invité turbulent                  | 9. September 2024           |
| Elefantenangst                         | Un bain pour l’éléphante             | 9. September 2024           |
| Eine besondere Gabe                    | Le cheval de Przewalski              | 10. September 2024          |
| Prinzessin auf dem Baum                | Le dendrolague                       | 10. September 2024          |
| Die Geparden-Flüsterin                 | L’amie des guépards                  | 11. September 2024          |
| Oma gesucht                            | Les ficelles de mamie                | 11. September 2024          |
| Nur fünf Minuten                       | Oui à tout prix                      | 12. September 2024          |
| Vorsicht, freilaufende Lehrerin!       | Cache-cache au refuge                | 12. September 2024          |
| Pilot in Not                           | Les oies sauvages                    | 13. September 2024          |
| Der Schildkröten-Fall                  | L’herpétologue                       | 13. September 2024          |
| Die Wildnis-Prüfung                    | Marcelo s’en va                      | 16. September 2024          |
| Wer fängt Pixie?                       | L’insaisissable bilby                | 16. September 2024          |
| Ei, wo steckst du?                     | Les oeufs mystérieux                 | 17. September 2024          |
| Mutter-Tochter-Tag                     | Une journée avec maman               | 17. September 2024          |
| Jack in Sorge                          | Au chevet du saïga                   | 18. September 2024          |
| Zaubernuss und Rittersporn             | Les protecteurs des plantes          | 18. September 2024          |
| Stürmische Zeiten                      | Tempête au refuge                    | 29. Mai 2025                |
| Tommys Team                            | Tommy à la rescousse                 | 29. Mai 2025                |
| Operation „Rotfuchs“                   | Alerte rousse                        | 30. Mai 2025                |
| Schummeln verboten!                    | Les zoolympiades                     | 30. Mai 2025                |
|                                        | La morsure                           |                             |
|                                        | Idylles en péril                     |                             |
|                                        | À la poursuite du babiroussa         |                             |
|                                        | Jack s’ennuie                        |                             |
|                                        | Peur primate                         |                             |
|                                        | Jack le costaud                      |                             |
|                                        | Les apprentis vétérinaires           |                             |
|                                        | Haute fréquence                      |                             |
|                                        | La loi de la jungle                  |                             |
|                                        | Comme gorille et chat                |                             |
|                                        | L’entraînement du girafon            |                             |
|                                        | Un robot au refuge                   |                             |
|                                        | Les singeries d’Alex                 |                             |
|                                        | Le grand départ                      |                             |
|                                        | L’os de dinosaure                    |                             |
|                                        | Le refuge de Tommy                   |                             |
|                                        | Une nuit à la belle étoile           |                             |
|                                        | Dans la peau du paresseux            |                             |
|                                        | Planète refuge                       |                             |
|                                        | L’examen de Karl                     |                             |
|                                        | Les deux gorilles – Kimia (partie 1) |                             |
|                                        | Les deux gorilles – Jack (partie 2)  |                             |

## Besetzung und Synchronisation
| Sprecher           | Charakter |
| ------------------ | --------- |
| Valentina Bonalana | Taylor    |
| Uve Teschner       | Hector    |
| Tobias Lelle       | Jonas     |
| Lasse Dreyer       | Max       |
| Almut Zydra        | Ruth      |
| Antje von der Ahe  | Sonia     |
| Peggy Pollow       | Tommy     |